# FFH-Gebiet Dachsberg bei Wittenmoor
Das FFH-Gebiet Dachsberg bei Wittenmoor ist ein NATURA 2000-Schutzgebiet in Schleswig-Holstein im Kreis Rendsburg-Eckernförde in den Gemeinden Elsdorf-Westermühlen und Fockbek. Das FFH-Gebiet liegt im Naturraum Schleswiger Vorgeest der Haupteinheit D22 Schleswig-Holsteinische Geest. Es hat eine Fläche von 48 ha. Die größte Ausdehnung liegt in Nordnordwestrichtung und beträgt 1,12 km. Die höchsten Erhebungen mit 16 m über NN liegen am Dachsberg (Lage), die niedrigsten Bereiche mit 12 m über NN liegen am Südrand im Tal des Fließgewässers Garlbek. Die Garlbek bildet über weite Strecken die Ostgrenze des FFH-Gebietes. Die Entwässerung des FFH-Gebietes erfolgt über mehrere Gräben ausschließlich in die Garlbek. An der Westgrenze befindet sich ein landwirtschaftlicher Betrieb mit großen intensiv genutzten Ackerflächen, im Norden und Osten ist es mehrheitlich Grünland. Im Süden grenzt das FFH-Gebiet unmittelbar an die Wälder Kiefholz und Fockbeker Wald.
Gut die Hälfte des FFH-Gebietes nimmt die FFH-Lebensraumklasse (LRK) Heide und Gestrüpp ein, gefolgt von knapp der Hälfte mit Mooren, Sümpfen und Uferbewuchs. Der Rest ist von Laubwald bedeckt, siehe Diagramm 1.
Das FFH-Gebiet hat die Nr. 9 in der Liste der FFH-Gebiete gemäß EU-Wasserrahmenrichtlinie RL 92/43/EWG mit dem Code DE_PH_1723-302 im Bewirtschaftungsplan für die Flussgebietseinheit Eider.

## FFH-Gebietsgeschichte und Naturschutzumgebung
Der NATURA 2000-Standard-Datenbogen (SDB) für dieses FFH-Gebiet wurde im Juni 2004 vom Landesamt für Landwirtschaft, Umwelt und ländliche Räume (LLUR) des Landes Schleswig-Holstein erstellt, im September 2004 als Gebiet von gemeinschaftlicher Bedeutung (GGB) vorgeschlagen, im November 2007 von der EU als GGB bestätigt und im Januar 2010 national nach § 32 Absatz 2 bis 4 BNatSchG in Verbindung mit § 23 LNatSchG als besonderes Erhaltungsgebiet (BEG) bestätigt. Der SDB wurde zuletzt im Juni 2019 aktualisiert. Der Managementplan für das FFH-Gebiet wurde am 22. August 2016 vom Ministerium für Energiewende, Landwirtschaft, Umwelt und ländliche Räume des Landes Schleswig-Holstein veröffentlicht.
Das FFH-Gebiet ist Teil des Schwerpunktbereiches Nr. 356 – Wittenmoor östlich Hohn – des landesweiten Biotopverbundsystems. Es grenzt im Süden an das FFH-Gebiet Gehege Osterhamm-Elsdorf.
Mit der Betreuung des FFH-Gebietes hat das Landesamt für Landwirtschaft, Umwelt und ländliche Räume des Landes Schleswig-Holstein (LLUR) gem. § 20 LNatSchG das Unabhängige Kuratorium Landschaft Schleswig-Holstein – Verband für Naturschutz und Landschaftspflege e.V. beauftragt.
Der Westrand des Gebietes kann vom Südwesten über den Wirtschaftsweg am Gehöft Wittenmoor vorbei erreicht werden (Lage). Vom Norden kommt man über einen 1,8 km langen Wirtschaftsweg von der Straße Klamper Weg bis an den Dachsberg (Lage). Vom Osten erreicht man den Südrand des Gebietes nach 1,8 km über einen Wirtschaftsweg vom Hölter Weg aus (Lage).

## FFH-Erhaltungsgegenstand
Laut Standard-Datenbogen vom Juni 2019 sind folgende FFH-Lebensraumtypen und Arten für das Gesamtgebiet als FFH-Erhaltungsgegenstände mit den entsprechenden Beurteilungen zum Erhaltungszustand der Umweltbehörde der Europäischen Union gemeldet worden (Gebräuchliche Kurzbezeichnung (BfN)):
FFH-Lebensraumtypen nach Anhang I der EU-Richtlinie:
- 4010 Feuchte Heiden mit Glockenheide (Gesamtbeurteilung C)[10]
- 4030 Trockene Heiden (Gesamtbeurteilung C)[11]
- 7120 Renaturierungsfähige degradierte Hochmoore (Gesamtbeurteilung C)[12]
- 7140 Übergangs- und Schwingrasenmoore (Gesamtbeurteilung C)[13]
- 7150 Torfmoor-Schlenken mit Schnabelbinsen-Gesellschaften (Gesamtbeurteilung C)[14]

Arten gemäß Artikel 4 der Richtlinie 2009/147/EG und Anhang II der Richtlinie 92/43/EWG und diesbezügliche Beurteilung des Gebiets:
- 1166 Kammmolch (Gesamtbeurteilung B)[16]

## FFH-Erhaltungsziele
Aus den oben aufgeführten FFH-Erhaltungsgegenständen werden als FFH-Erhaltungsziele von besonderer Bedeutung die Erhaltung folgender Lebensraumtypen und Arten im FFH-Gebiet vom Ministerium für Energiewende, Landwirtschaft, Umwelt und ländliche Räume des Landes Schleswig-Holstein erklärt:
- 4010 Feuchte Heiden mit Glockenheide
- 4030 Trockene Heiden
- 7120 Renaturierungsfähige degradierte Hochmoore
- 7140 Übergangs- und Schwingrasenmoore
- 7150 Torfmoor-Schlenken mit Schnabelbinsen-Gesellschaften
- 1166 Kammmolch

## FFH-Analyse und Bewertung
Das Kapitel FFH-Analyse und Bewertung im Managementplan beschäftigt sich unter anderem mit den aktuellen Gegebenheiten des FFH-Gebietes und den Hindernissen bei der Erhaltung und Weiterentwicklung der FFH-Lebensraumtypen. Die Ergebnisse fließen in den FFH-Maßnahmenkatalog ein.
Die Bewertung der Flächen des FFH-Gebietes Dachsberg bei Wittenmoor hat sich im Verlauf seiner Geschichte erheblich verändert. Waren im SDB des Jahres 2011 noch 22 ha als FFH-LRT ausgewiesen, so sind es im SDB von 2019 nur noch 4,84 ha. Waren 2011 noch 17 ha in einem guten Erhaltungszustand, so waren es 2019 nur noch 1,54 ha. Dem Gebietsbetreuer gehören 4 ha der Gebietsfläche. Weitere 4 ha sind von ihm langfristig gepachtet. In beiden Flächen befindet sich der Großteil der vorhandenen FFH-Lebensraumtypen. Die restliche Fläche ist im Besitz mehrerer Privateigentümer.
Das Fließgewässer Garlbek hat sein Quellgebiet 500 m westlich der westlichen Gebietsgrenze im Drainagesystem einer intensiv genutzten Ackerfläche. Der Gewässerzustand der Garlbek ist gemäß EU-Wasserrahmenrichtlinie im Verlauf des gesamten FFH-Gebietes als „unbefriedigend“ eingestuft.

## FFH-Maßnahmenkatalog
Der FFH-Maßnahmenkatalog im Managementplan führt neben den bereits durchgeführten Maßnahmen geplante Maßnahmen zur Erhaltung und Entwicklung der FFH-Lebensraumtypen im FFH-Gebiet an. Konkrete Empfehlungen sind in einer Maßnahmenkarte beschrieben.
Der Schwerpunkt der Maßnahmen ist die Entnahme von Gehölzen aus den Moorbereichen und die Mahd der Heideflächen mit Entnahme des Mähgutes.

## FFH-Erfolgskontrolle und Monitoring der Maßnahmen
Eine FFH-Erfolgskontrolle und Monitoring der Maßnahmen findet in Schleswig-Holstein alle 6 Jahre statt. Daten zum Monitoring sind nicht veröffentlicht worden (Stand November 2021).